# جون هو
جون هو (کره‌ای: 허준이؛ زاده ۱۹۸۳) ریاضی‌دان آمریکایی که اکنون در دانشگاه پرینستون استاد است. وی پیشتر در دانشگاه استنفورد استاد بود. او در سال ۲۰۲۲ برنده مدال فیلدز شد. هو ششمین برنده این مدال با اصالت شرق آسیایی و نخستین برنده آن با اصالت کره‌ای می‌باشد. او برای پیوندهایی که میان هندسه جبری و ترکیبیات یافته، شناخته شده است.